# 美濃和紙の里会館
美濃和紙の里会館（みのわしのさとかいかん）は、岐阜県美濃市にある「美濃和紙」をテーマにした博物館である。
2017年（平成29年）4月15日に新装開館。
美濃和紙の歴史や製造工程の紹介のほか、紙すき体験などが出来るワークショップもある参加体験型の施設。

## 館内
2階（展示フロア）
- 第1展示室 - 美濃和紙の歴史や技術、紙すきに使う道具などの紹介[2]。全国各地の和紙との対比展示。
- 第2展示室 - 美濃和紙で作った様々な生活用品の紹介[2]。
- ハイビジョンホール - 和紙の原料や製作工程、用途などの紹介映像の上映。
- 図書室 - 和紙に関する図書や美術工芸などの専門書を所蔵。

1階（パブリックフロア）
- 企画展示室 - 紙に関する企画展。
- レストラン「はなみこし」

地下1階（研究フロア）
- ワークショップ - 紙すきの実演、体験が出来る。
- 売店・ショールーム - 美濃和紙や紙製品の展示販売。
- 創作室

## 情報誌
「かみがたり」
美濃和紙の里会館が独自で発行する情報誌。会館での出来事や通常のチラシなどに掲載されていないイベントなどの情報が掲載してある。

## 利用案内
開館時間
9:00～17:00（入館は16:30まで）
休館日
火曜日（祝日の場合は翌日）、祝日の翌日、年末年始（12月29日～翌年1月3日）
入館料
大人（高校生以上）：500円（20名以上の団体 450円）
小中学生：250円（20名以上の団体 200円）
紙すき体験料
1回500円
駐車場（無料）
乗用車100台
バス7台

## アクセス
- 長良川鉄道 「美濃市駅」から、岐阜バス「牧谷線」「洞戸栗原行」に乗車。「和紙の里公園前」下車すぐ。
- のり愛くん「美濃和紙の里会館」停留所下車、徒歩すぐ。
- 東海北陸自動車道　「美濃インターチェンジ」から車で約20分。板取川左岸を通る岐阜県道81号美濃洞戸線の沿線にある。